# Rafle de la rue Vauquelin
La rafle de la rue Vauquelin est perpétrée dans la nuit du 21 au 22 juillet 1944 au no 9 de la rue Vauquelin dans le 5e arrondissement de Paris, au siège du Séminaire israélite de France, (ne pouvant pas fonctionner en ces lieux à cause de la guerre) dans un centre de l'UGIF pour jeunes filles où se trouvent 33 jeunes filles juives. Nombre d'entre elles seront déportées par le Convoi no 77, en date du 31 juillet 1944, le dernier grand convoi au départ de la gare de Bobigny, de Drancy vers Auschwitz.

## Le Foyer de jeunes filles
En janvier 1943, sur les lieux du Séminaire israélite de France « exilé » s'ouvre un foyer de jeunes filles sous l'égide de l'UGIF, Françoise Mayer est la directrice. Le docteur Eugène Minkowski traite les traumatismes psychologiques des jeunes orphelines.

## La Rafle
Avant le lever du jour, le 22 juillet 1944 se déroule la rafle de la rue Vauquelin. Les orphelines sont arrêtées un matin d’été. Elles sont raflées et déportées juste avant la Libération de Paris, qui a lieu du 19 au 25 août 1944.

## Déportées
Les noms des jeunes filles (et adultes) déportées par le Convoi No. 77 de Drancy vers Auschwitz sont par ordre alphabétique,:

### Jeunes filles
- Jeanine Akoun (15 ans)

Elle est née le 3 août 1928 dans le 14e arrondissement de Paris. Son père, Chemouel Akoun (55 ans), est né le 24 novembre 1888 à Alger en Algérie. Il est déporté par le Convoi No. 62, en date du 20 novembre 1943, de Drancy vers Auschwitz. Leur dernière adresse est au 29, rue Deparcieux dans le 14e arrondissement de Paris
- Suzanne Barman (15 ans)

Elle est née le 18 août 1928 dans le 10e arrondissement de Paris. Son frère, Jules Barman (19 ans), est né le 25 mars 1925 à Paris. Il est déporté par le Convoi No. 75. Leur dernière adresse est au 40, rue du Ruisseau dans le 18e arrondissement de Paris
- Marie Benazra (16 ans)

Elle est née le 17 novembre 1927 à Marseille. Sa mère, Malka Benazra (née Benazra) (33), est née le 9 octobre 1910 à  Smyrne (Izmir) en Turquie, est déportée par le Convoi No. No. 74, en date du 20 mai 1944, de Drancy vers Auschwitz, avec ses autres enfants: Judith Benazra (12 ans), née le 19 août 1931, dans le 12e arrondissement de Paris, Rose Benazra (14 ans), née le 21 avril 1930 dans le 12e arrondissement de Paris. Leur dernière adresse est au 10, rue Popincourt dans le 11e arrondissement de Paris
- Liki Bornsztajn (16 ans)

Elle est née le 27 août 1927 à Nancy. Sa mère, Golda Bornsztajn (née Agrest) (43 ans), est née le 6 septembre 1899 à Łuków, en Pologne. Elle est déportée par le Convoi No. 42, en date du 6 novembre 1942 de Drancy vers Auschwitz. Leur dernière adresse est à Savigny-sous-Faye dans la Vienne
- Fortunée Brakha (17 ans)

Elle est née le 21 mai 1927 à Tunis en Tunisie. Sa dernière adresse est au 5, rue des Nonnains-d'Hyères dans le 4e arrondissement de Paris
- Yvette Dreyfuss (18 ans)[15]

Elle est née le 21 juin 1926 à Paris. Sa dernière adresse est au 89, rue Lamarck dans le 18e arrondissement de Paris
- Ida Friedmann (16 ans)

Elle est née le 9 décembre 1927 dans le 14e arrondissement de Paris. Sa dernière adresse est : Orphelinat Rothschild au 7, rue de Lamblardie dans le 12e arrondissement de Paris. Elle est la fille de Bernard Friedmann (56 ans), né le 31 décembre 1886 à Varsovie, en Pologne, fusillé comme otage le 15 décembre 1941 à Caen (Calvados). Il était bichonneur en chapeau, syndicaliste, communiste. 
- Mathilde Jaffe (18 ans)

Elle est née le 7 novembre 1925 à Lyon. Sa dernière adresse est : Orphelinat Rothschild au 7 rue de Lamblardie dans le 12e arrondissement de Paris Sa sœur Esther Jaffe (16 ans), née le 18 septembre 1927 à Lyon, est aussi déportée par le Convoi no 77, et est morte à Bergen-Belsen en mars 1945. Sa dernière adresse est : Orphelinat Rothschild au 7 rue de Lamblardie dans le 12e arrondissement de Paris. Elle était à l'UGIF/Secrétan.
- Neja Goldsztejn (21 ans)

Elle est née le 2 mars 1923 à Radzymin en Pologne. Son père, Chaskel Goldsztejn (45 ans), né le 20 février 1898 à Radzymin en Pologne et sa mère, Blima Goldsztejn (née Zarzabek) (45 ans), née le 4 mars 1898 à Serok (Seroki), en Pologne, sont déportés par le Convoi No. 48, en date du 13 février 1943, de Drancy vers Auschwitz. Leur dernière adresse est au 72 rue Claude-Decaen dans le 12e arrondissement de Paris.
- Raymonde Goldztein (22 ans)

Elle est née le 30 mars 1922 à Paris. Sa dernière adresse est : Orphelinat Rothschild au 7, rue de Lamblardie dans le 12e arrondissement de Paris.
- Yvette Gutmann (15 ans)

Elle est née le 31 janvier 1929 dans le 14e arrondissement de Paris. Sa dernière adresse est au 24, rue Vilin dans le 20e arrondissement de Paris
- Rachel Honigmann (19 ans)

Elle est née le 12 juillet 1925 à Paris. Sa mère, Biewoja Honigmann (née Chalom) (53 ans), née le 18 mai 1899 à Płońsk, en Pologne, est déportée par le Convoi No. 36, en date du 23 septembre 1942, de Drancy vers Auschwitz. Leur dernière adresse est au 47, rue Pasteur à Villejuif (Seine).
- Evelyne Kann (16 ans)

Elle est née le 13 avril 1928 dans le 17e arrondissement de Paris. Sa dernière adresse est au 7, Rue Émile-Duployé dans le 18e arrondissement de Paris.
- Sarah Kouroriez (16 ans)

Elle est née le 8 septembre 1927 dans le 12e arrondissement de Paris. Son père, Abraham Kouroriez (57 ans), né le 7 mai 1887 à Kiev en Ukraine. Sa mère, Joche Kouroriez (née Tadartz) (46 ans), née le 18 février 1898 à Ukmergė,en Lituanie, son frère, Simon Kouroriez (8 ans), né le 6 janvier 1936 dans le 12e arrondissement de Paris, sont déportés par le Convoi No. 76, en date du 30 juin 1944, de Drancy vers Auschwitz. Leur dernière adresse est au 29, rue de Cotte dans le 12e arrondissement de Paris.
- Blima Krauze (16 ans)

Elle est née le 22 novembre 1927 dans le 12e arrondissement de Paris. Son père, Chaim Krauze (38 ans), né le 10 mai 1904 à Cramozow, est déporté par le Convoi No. 7, en date du 19 juillet 1942, de Drancy vers Auschwitz. Sa mère, Chana Krauze (née Rapoport) (39 ans), née le 19 février 1903 à Varsovie en Pologne, est déportée par le Convoi No. 22, en date du 21 août 1942, de Drancy vers Auschwitz. Leur dernière adresse est au 77, rue Voltaire à Montreuil (Seine.
- Esther Laufer (16 ans)

Elle est née le 5 mai 1928 dans le 12e arrondissement de Paris. Sa dernière adresse est au 9, rue Vauquelin dans le 5e arrondissement de Paris.
- Charlotte Lewin (18 ans)

Elle est née le 15 janvier 1926 dans le 12e arrondissement de Paris. Son père, Mosek Lewin (51 ans), est né le 24 juillet 1891 à Varsovie en Pologne. Il est déporté par le Convoi No. 13, en date du 31 juillet 1942, de Pithiviers à Auschwitz. Sa mère, Bajla Lewin (née Banestein) (49 ans), est née le 1er janvier 1893 à Kasmiez. Elle est déportée par le Convoi No. 14, en date du 3 août 1942, de Pithiviers à Auschwitz. Son frère, Raymond Lewin (12 ans), est né le 7 mai 1930 dans le 12e arrondissement de Paris. Il est déporté par le Convoi No. 24, en date du 26 août 1942, de Drancy vers Auschwitz. 
- Louise Mochon (16 ans)

Elle est née le 29 juillet 1928 dans le 12e arrondissement de Paris. Son père, Pessah  Mochon (36 ans), né le 15 janvier 1906 à Pire, sa mère, Esteroula Mochon (née Allalouf) (41 ans), née le 1er janvier 1903 à Smyrne (Izmir), en Turquie, et sa sœur, Rachel Mochon (18 ans), née le 7 décembre 1925 à Paris, sont déportés par le Convoi No. 72, en date du 29 avril 1944, de Drancy vers Auschwitz. Leur dernière adresse est au 77, rue Sedaine dans le 11e arrondissement de Paris.
- Anna Nemirowski (17 ans)

Elle est née le 24 janvier 1927 à Issoire (Puy-de-Dôme). Son père, Zelman Nemirowski (37 ans), né le 5 juin 1905 à Kichinev (Chișinău), dans l'actuelle Moldavie, et sa mère, Hava Nemirowski (née Hodac) (40 ans), née le 26 mai 1902 à Kichinev (Chișinău), dans l'actuelle Moldavie, sont déportés par le Convoi No. 37, en date du 25 septembre 1942, de Drancy vers Auschwitz. Leur dernière adresse est au 19, rue d'Aligre dans le 12e arrondissement de Paris.
- Violette Parsimento (18 ans)

Elle est née le 13 novembre 1925 à Paris. Sa mère, Sarah Parsimento (née Massaout) (39 ans), née le 8 juin 1904 à Tire, en Turquie, et ses sœurs, Jeanine Parsimento (10 ans), née le 4 mars 1934 dans le 12e arrondissement de Paris, et  Louise Parsimento (8 ans), née le 3 février 1936 dans le 10e arrondissement de Paris, sont déportées par le Convoi No. 69, en date du 27 mars 1944, de Drancy vers Auschwitz. Leur dernière adresse est au 14, rue des Amandiers dans le 20e arrondissement de Paris.
- Laya Rafalowicz (19 ans)

Elle est née le 2 décembre 1924 à Lille (Nord). Sa dernière adresse est au 9, rue Claude-Bernard dans le 5e arrondissement de Paris.
- Jacqueline Rappoport (19 ans)

Elle est née le 24 septembre 1924 à Paris. Sa dernière adresse est au 9, rue Claude-Bernard dans le 5e arrondissement de Paris.
- Germaine Wagensberg (17 ans)

Elle est née le 10 avril 1927 dans le 10e arrondissement de Paris. À son retour des camps, elle a épousé Samuel Hejblum avec qui elle a eu deux enfants, Francine et Gilles. Elle est décédée à Nice le 16 avril 2020. 
- Lucienne Winterman (15 ans)

Elle est née le 14 octobre 1928 dans le 12e arrondissement de Paris. Sa dernière adresse est au 6, rue Félix-Terrier dans le 20e arrondissement de Paris.
- Simone Zuckermann (17 ans).

Elle est née le 5 octobre 1926 à Paris. Elle est la sœur de Georgette Zuckermann (15 ans) arrêtée le même jour lors de la rafle de Louveciennes, autre foyer de l'UGIF. Leur mère, Fanny Iflandik a été déportée en 1942, leur père a été fusillé parmi d'autres otages à Montluc en juin 1944. Leur dernière adresse est au 25, impasse de la Couture-d'Auxerre à Gennevilliers (Seine). Simone et Georgette ont survécu à la guerre.

### Adultes
- Germaine Israël (née Joseph) (55 ans)

Elle est née le 20 novembre 1889 à Sarreguemines. Sa dernière adresse est au 28 rue Duperré dans le 9e arrondissement de Paris.
- Fradel Kohn (née Wagner) (50 ans)

Elle est née le 28 août 1894 à Mościska en Pologne. Sa dernière adresse est au 9 rue Vauquelin dans le 5e arrondissement de Paris. Son mari, Victor Kohn (43 ans), est aussi déporté dans le même Convoi No. 77.
- Victor Kohn (43 ans)

Il est né le 26 juillet 1901 à Vác, en Hongrie. Sa dernière adresse est au 9 rue Vauquelin dans le 5e arrondissement de Paris. Il est déporté dans le même Convoi No. 77, avec son épouse Fradel Kohn.
- Roger Levy (50 ans)

Il est né le 1er avril 1894 à Charleville (Ardennes). Sa dernière adresse est au 150 rue du Pont du Gard à Valence (Drôme. Il est arrêté à Lyon.
- Camille Meyer (née Belaich) (58 ans)

Elle est née le 3 août 1886 à Alger en Algérie. Son mari, Léon Meyer (67 ans), né le 24 février 1877 à Saint-Laurent, est déporté dans ce même Convoi No. 77. Leur dernière adresse est au 9 rue Claude-Bernard dans le 5e arrondissement de Paris.
- Léon Meyer (67 ans)

Il est né le 24 février 1877 à Saint-Laurent. Son épouse, Camille Meyer (née Belaich) (58 ans), est déportée dans ce même Convoi No. 77. Leur dernière adresse est au 9 rue Claude-Bernard dans le 5e arrondissement de Paris.
- Annette Preis (25 ans)

Elle est née le 26 juin 1919 à Paris. Sa dernière adresse est au 69 avenue Mozart, Les Milles (Bouches-du-Rhône).
- Pia Steinlauf (née Cattan) (30 ans)

Elle est née à Hammam Lif, en Tunisie. Son mari, Samuel Steinlauf (34 ans), né le 24 juillet 1907 à Offenbach-sur-le-Main (Hesse), en Allemagne, est déporté par le Convoi No. 5, en date du 28 juin 1942 , de Beaune-la-Rolande vers Auschwitz. Leur dernière adresse est au 17 rue de Bretagne dans le 3e arrondissement de Paris.

## Mémoire
- plaque commémorative : Jeunes filles juives, 9 rue Vauquelin[17].